# 浅野雄也
浅野 雄也（あさの ゆうや 、1997年2月17日 - ）は、三重県三重郡菰野町出身のプロサッカー選手。Jリーグ・名古屋グランパス所属。ポジションはミッドフィールダー。
同じくプロサッカー選手で日本代表の浅野拓磨は実兄（ラ・リーガ・RCDマジョルカ所属）。

## 来歴
七人兄弟の四男で、サッカー日本代表の浅野拓磨は2学年上の実兄。三重県立四郷高校卒業後は大阪体育大学に進学し同校のサッカー部でプレー（同期に末吉塁、菊池流帆、立川小太郎）。2018年11月、2019年シーズンからの水戸ホーリーホック加入内定が発表された。
2019年2月24日、シーズン開幕戦のファジアーノ岡山戦で、後半アディショナルタイムから途中出場しプロデビューを果たした。5月5日のFC町田ゼルビア戦でプロ初ゴールをマーク。
2019年8月16日、サンフレッチェ広島への完全移籍が発表されたが、同時に広島からの期限付き移籍という形で2019年シーズン中は水戸で引き続きプレーした。
2020年より、期限付き移籍期間満了で広島に加入。発表のリリースには過去に広島に在籍した兄・拓磨からのコメントも掲載された。
2023年、北海道コンサドーレ札幌へ完全移籍。
2025年、名古屋グランパスへの完全移籍。

## 所属クラブ
- ペルナSC
- 菰野町立八風中学校
- 三重県立四日市四郷高等学校
- 2015年 - 2018年 大阪体育大学
- 2019年 - 同年8月  水戸ホーリーホック
- 2019年8月 - 2022年  サンフレッチェ広島
  - 2019年8月 - 同年12月  水戸ホーリーホック (期限付き移籍)
- 2023年 - 2024年  北海道コンサドーレ札幌
- 2025年 -  名古屋グランパス

## 個人成績
| 国内大会個人成績 | 国内大会個人成績 | 国内大会個人成績 | 国内大会個人成績 | 国内大会個人成績 | 国内大会個人成績 | 国内大会個人成績 | 国内大会個人成績 | 国内大会個人成績 | 国内大会個人成績 | 国内大会個人成績 | 国内大会個人成績 |
| 年度             | クラブ           | 背番号           | リーグ           | リーグ戦         | リーグ戦         | リーグ杯         | リーグ杯         | オープン杯       | オープン杯       | 期間通算         | 期間通算         |
| 年度             | クラブ           | 背番号           | リーグ           | 出場             | 得点             | 出場             | 得点             | 出場             | 得点             | 出場             | 得点             |
| 日本             | 日本             | 日本             | 日本             | リーグ戦         | リーグ戦         | リーグ杯         | リーグ杯         | 天皇杯           | 天皇杯           | 期間通算         | 期間通算         |
| ---------------- | ---------------- | ---------------- | ---------------- | ---------------- | ---------------- | ---------------- | ---------------- | ---------------- | ---------------- | ---------------- | ---------------- |
| 2019             | 水戸             | 45               | J2               | 34               | 4                | -                | -                | 2                | 0                | 36               | 4                |
| 2020             | 広島             | 29               | J1               | 32               | 5                | 2                | 1                | -                | -                | 34               | 6                |
| 2021             | 広島             | 29               | J1               | 37               | 6                | 3                | 0                | 1                | 0                | 41               | 6                |
| 2022             | 広島             | 16               | J1               | 12               | 0                | 3                | 0                | 0                | 0                | 15               | 0                |
| 2023             | 札幌             | 18               | J1               | 34               | 12               | 7                | 0                | 1                | 0                | 42               | 12               |
| 2024             | 札幌             | 18               | J1               | 22               | 4                | 0                | 0                | 0                | 0                | 22               | 4                |
| 2025             | 名古屋           | 9                | J1               |                  |                  |                  |                  |                  |                  |                  |                  |
| 通算             | 日本             | 日本             | J1               | 137              | 27               | 15               | 1                | 2                | 0                | 154              | 28               |
| 通算             | 日本             | 日本             | J2               | 34               | 4                | -                | -                | 2                | 0                | 36               | 4                |
| 総通算           | 総通算           | 総通算           | 総通算           | 171              | 31               | 15               | 1                | 4                | 0                | 190              | 32               |

- Jリーグ初出場 - 2019年2月24日 J2第1節 ファジアーノ岡山FC戦（シティライトスタジアム）
- Jリーグ初得点 - 2019年5月5日 J2第12節 FC町田ゼルビア戦（町田GIONスタジアム）

## タイトル

### クラブ
大阪体育大学
- 関西学生サッカーリーグ1部 (2018年)

サンフレッチェ広島
- Jリーグカップ（2022年）

### 個人
- 札幌ドームMVP賞：1回（2023年）

## 代表歴
- 2020年 U-23日本代表